# 全炳宽
全炳宽（韓語：전병관，1969年11月4日—），韩国男子举重运动员。他曾代表韩国参加1988年、1992年和1996年夏季奥林匹克运动会举重比赛，获得一枚金牌和一枚银牌。